# Podocarpus matudae
Podocarpus matudae é uma espécie de conífera da família Podocarpaceae.
Pode ser encontrada nos seguintes países: Guatemala e México.